# Tim Horton
Miles Gilbert "Tim" Horton (Cochrane, 12 de enero de 1930-St. Catharines, 21 de febrero de 1974) fue un defensor de hockey sobre hielo profesional canadiense que jugó 24 temporadas en la National Hockey League (NHL). Pasó la mayor parte de su carrera jugando para los Toronto Maple Leafs, y luego jugó con los New York Rangers, Pittsburgh Penguins y Buffalo Sabres. También es conocido por su exitosa carrera de empresario, al cofundar, junto a su socio Jim Charade, la cadena multinacional de cafeterías y comida rápida Tim Hortons.
En 2017, Horton fue nombrado uno de los 100 mejores jugadores de la NHL de la historia. Murió a los 44 años tras un accidente automovilístico en solitario, en el que estuvieron implicados drogas y alcohol.

## Primeros años
Tim Horton nació en Cochrane, Ontario, en el Hospital Lady Minto, hijo de Aaron Oakley Horton, un mecánico de Canadian National Railway, y Ethel May (de soltera Irish). Su padre lo bautizó como Miles Gilbert en honor a sus dos abuelos, pero llegó a ser conocido exclusivamente como Tim, el nombre que su madre había querido darle. Tenía un hermano, Jerry Horton.
La familia se mudó en 1935 a Duparquet, Quebec, y regresó a Ontario en 1938 a Cochrane. La familia se mudó nuevamente a Sudbury en 1945.

## Carrera profesional

### Primeros años
Horton creció jugando hockey sobre hielo en Cochrane, y luego en una comunidad minera cerca de Timmins. La organización Toronto Maple Leafs lo fichó en 1948; se mudó a Toronto para jugar hockey juvenil y asistió a la St. Michael's College School.[cita requerida][cita requerida]

### Toronto Maple Leafs

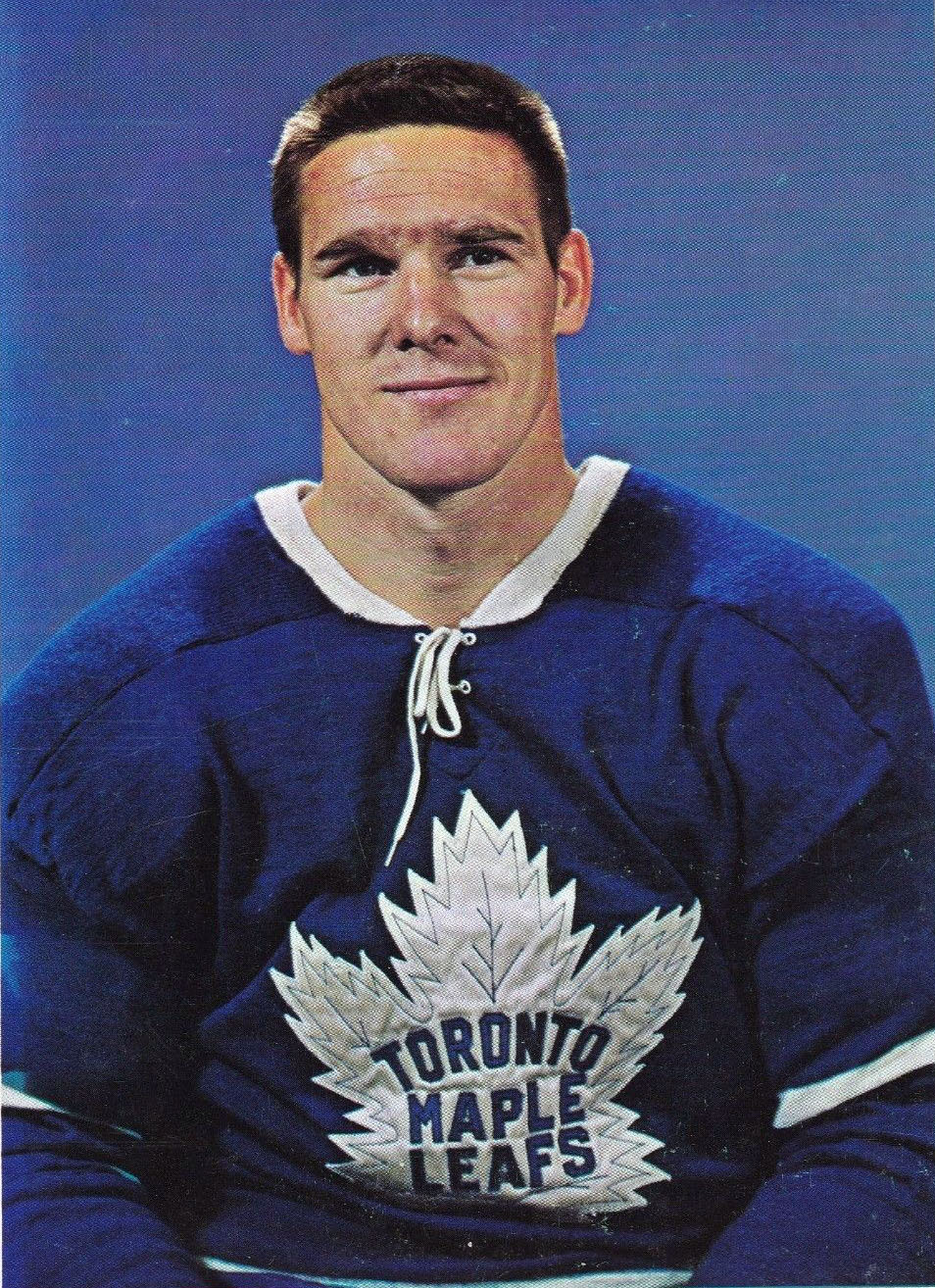
Imagen de Tim Horton de una tarjeta coleccionable de Chex, alrededor de 1960

Dos años después, se convirtió en profesional con el equipo filial de los Toronto Maple Leafs, los Pittsburgh Hornets, en la Liga Americana de Hockey. Pasó la mayor parte de sus primeras tres temporadas con Pittsburgh, y jugó su primer partido en la NHL el 26 de marzo de 1950. Horton regresó a la NHL en el otoño de 1952 y se mantuvo con los Leafs hasta 1970, ganando cuatro Copas Stanley durante su tiempo con el equipo. Posteriormente, jugó para los New York Rangers, Pittsburgh Penguins y Buffalo Sabres. Era reconocido por su increíble fuerza física y su calma bajo presión. Como defensor trabajador y duradero, se destacó por su capacidad para evitar penalizaciones, a pesar de ser conocido por su estilo de juego físico. También fue un excelente portador del disco, llegando incluso a jugar como extremo derecho para los Leafs en la temporada 1964-65. Horton participó en siete Juegos de Estrellas de la NHL y fue nombrado All-Star del primer equipo en tres ocasiones (1964, 1968, 1969). Además, fue seleccionado para el Segundo Equipo de la NHL en tres ocasiones (1954, 1963, 1967).
Entre el 11 de febrero de 1961 y el 4 de febrero de 1968, Horton jugó en 486 partidos consecutivos de temporada regular, un récord que aún se mantiene como el más alto en la historia de los Toronto Maple Leafs. Este registro fue también el récord de la NHL para juegos consecutivos jugados por un defensor hasta que fue superado por Kārlis Skrastiņš el 8 de febrero de 2007.
Horton era conocido por su habilidad para atrapar a los jugadores que se enfrentaban a él en un abrazo de oso aplastante.
Durante su carrera, Horton fue reconocido en general como el jugador más fuerte del hockey. Las lesiones y el paso del tiempo parecían ser solo inconvenientes menores para él. Bobby Hull, el extremo izquierdo de los Chicago Black Hawks, comentó: "Había defensores a los que temías por su ferocidad y por lo que podían hacerte contra los tableros, como Eddie Shore. Pero con Tim Horton el respeto era distinto. Él no necesitaba recurrir a esa clase de intimidación. Usaba su increíble fuerza y talento para mantenerte siempre bajo control".
En 1962, Horton registró tres goles y 13 asistencias en 12 partidos de playoffs, estableciendo un récord de puntos para un defensor en la historia de los Leafs. Este récord fue igualado en 1978 por Ian Turnbull (quien jugó 13 partidos), pero no fue superado hasta 1994, cuando David Ellett acumuló 18 puntos, aunque en 18 partidos.

### Años posteriores
En marzo de 1970, los Maple Leafs enviaron a Horton a los New York Rangers a cambio de consideraciones futuras. Horton pasó los últimos quince partidos de esa temporada en Nueva York y continuó allí durante la siguiente campaña. A principios de la temporada 1971-72, los Pittsburgh Penguins lo reclutaron en el draft intra-liga. A los 41 años, Horton firmó un contrato de un año por un valor estimado de 100.000 dólares, el más grande hasta ese momento para la joven franquicia de los Penguins, que tenía solo cinco años de existencia. A pesar de sufrir una lesión en el tobillo y una separación de hombro, Horton jugó solo 44 partidos para los Penguins y registró 11 puntos.
A pesar de tener 42 años y una considerable miopía, Punch Imlach, gerente general de los Buffalo Sabres y exgerente de los Leafs, adquirió a Horton en el draft intra-liga y lo contrató en 1972. En 1973, su desempeño fue crucial para llevar a los Sabres a su primera aparición en los playoffs. Horton firmó posteriormente una extensión de contrato durante la temporada baja.
Mientras jugaba para los Leafs, Horton usó el número 7, el mismo número que había usado King Clancy de 1930 a 1937. El equipo honró a Horton y Clancy en una ceremonia el 21 de noviembre de 1995, pero no retiró el número 7 de la circulación. A pesar de esto, el número 7 se convirtió en un número de camiseta honorario, cumpliendo con la política de honores de los Leafs. En 2016, el equipo modificó su política de retiro de números y, el 15 de octubre, retiró oficialmente el número 7 en honor a Horton y Clancy.
Horton llevó el número 2 en Buffalo, ya que Rick Martin tenía el número 7. Ambos números han sido retirados desde entonces.

## Estadísticas

### Temporada regular y playoffs
| Temporada  | Equipo                  | Liga |
| ---------- | ----------------------- | ---- |
| 1946–47    | Copper Cliff Jr. Redmen | NOHA |
| 1947–48    | St. Michael's Majors    | OHA  |
| 1948–49    | St. Michael's Majors    | OHA  |
| 1949–50    | Toronto Maple Leafs     | NHL  |
| 1949–50    | Pittsburgh Hornets      | AHL  |
| 1950–51    | Pittsburgh Hornets      | AHL  |
| 1951–52    | Toronto Maple Leafs     | NHL  |
| 1951–52    | Pittsburgh Hornets      | AHL  |
| 1952–53    | Toronto Maple Leafs     | NHL  |
| 1953–54    | Toronto Maple Leafs     | NHL  |
| 1954–55    | Toronto Maple Leafs     | NHL  |
| 1955–56    | Toronto Maple Leafs     | NHL  |
| 1956–57    | Toronto Maple Leafs     | NHL  |
| 1957–58    | Toronto Maple Leafs     | NHL  |
| 1958–59    | Toronto Maple Leafs     | NHL  |
| 1959–60    | Toronto Maple Leafs     | NHL  |
| 1960–61    | Toronto Maple Leafs     | NHL  |
| 1961–62    | Toronto Maple Leafs     | NHL  |
| 1962–63    | Toronto Maple Leafs     | NHL  |
| 1963–64    | Toronto Maple Leafs     | NHL  |
| 1964–65    | Toronto Maple Leafs     | NHL  |
| 1965–66    | Toronto Maple Leafs     | NHL  |
| 1966–67    | Toronto Maple Leafs     | NHL  |
| 1967–68    | Toronto Maple Leafs     | NHL  |
| 1968–69    | Toronto Maple Leafs     | NHL  |
| 1969–70    | Toronto Maple Leafs     | NHL  |
| 1969–70    | New York Rangers        | NHL  |
| 1970–71    | New York Rangers        | NHL  |
| 1971–72    | Pittsburgh Penguins     | NHL  |
| 1972–73    | Buffalo Sabres          | NHL  |
| 1973–74    | Buffalo Sabres          | NHL  |
| NHL totals |                         |      |

## Carrera empresarial

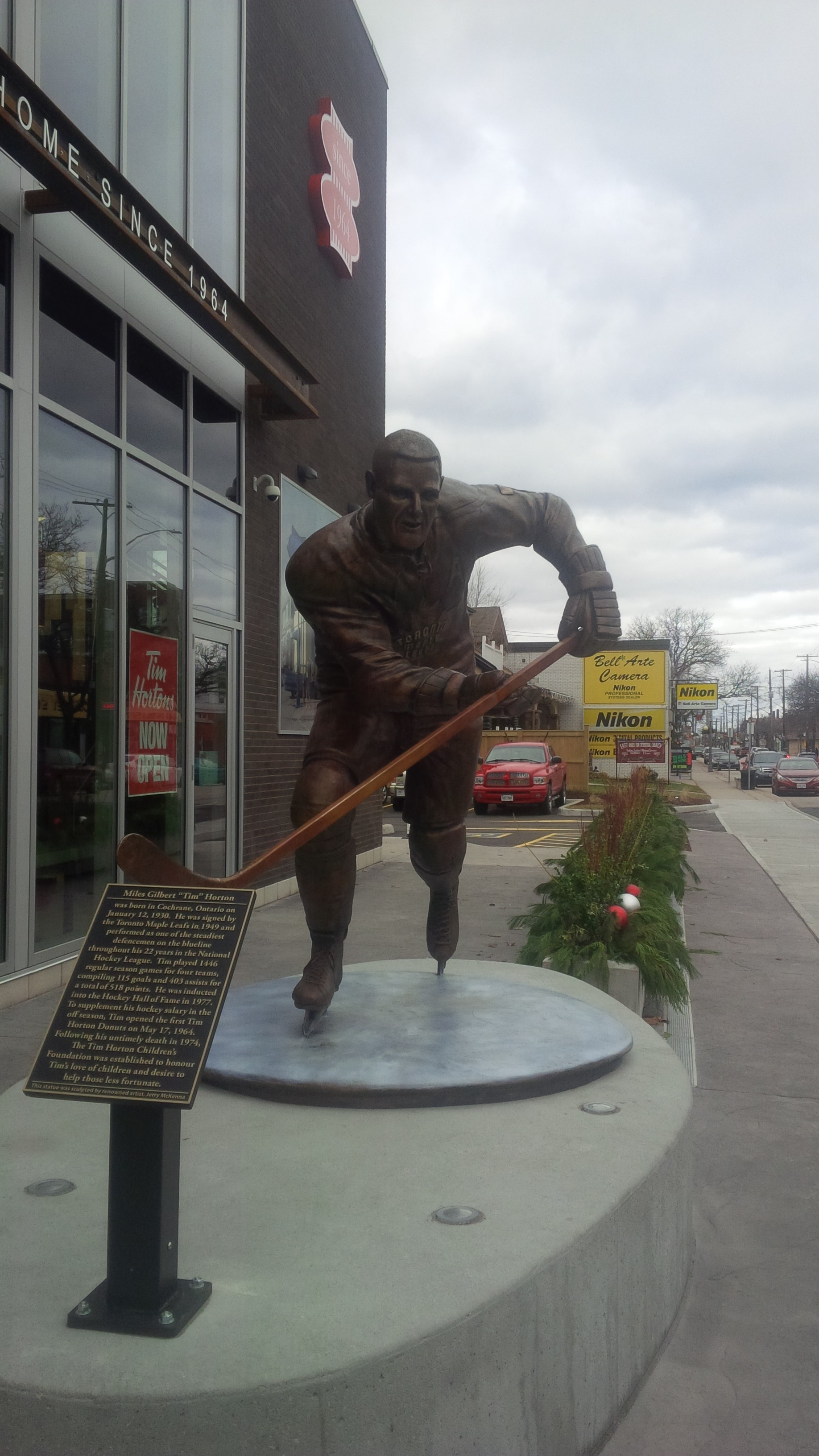
Estatua de Horton en el exterior de la tienda original de Tim Hortons en Hamilton

En 1964, Horton abrió su primera tienda de donuts, Tim Hortons, en Hamilton, Ontario, ubicada en Ottawa Street.Añadió algunas de sus creaciones culinarias al menú inicial. Para 1968, Tim Hortons ya se había convertido en un sistema de franquicias multimillonario. Entre los negocios anteriores de Horton había un restaurante de hamburguesas y un concesionario de automóviles Studebaker en Toronto.[cita requerida]
Tras la muerte de Horton en 1974, su socio comercial Ron Joyce compró las acciones de la familia Horton por $1 millón y asumió el control como único propietario de la cadena, que en ese momento contaba con 40 tiendas.Posteriormente, Joyce expandió la empresa, llevando a Tim Hortons a cerca de 4600 tiendas solo en Canadá para 2013. Hoy en día, Tim Hortons es una marca insignia de Restaurant Brands International, un conglomerado que también incluye a Burger King, Popeyes Louisiana Kitchen y Firehouse Subs.
El hijo de Joyce, Ron Joyce Jr., está casado con la hija mayor de Horton, Jeri-Lynn Horton-Joyce. Hasta 2023, la pareja fue dueña de una franquicia de Tim Hortons en Cobourg (Ontario).

## Muerte
Horton murió después de perder el control de su automóvil deportivo De Tomaso Pantera en Queen Elizabeth Way en St. Catharines, Ontario, en la madrugada del 21 de febrero de 1974. Había jugado un partido en Toronto la noche anterior contra su antiguo equipo, los Maple Leafs, y conducía solo hacia a Buffalo, ubicado 160 km (99,4 mi) al sur. Los Sabres habían perdido el juego y, a pesar de quedarse fuera del tercer período y jugar con una lesión en la mandíbula y el tobillo, Horton fue seleccionado como una de las tres estrellas del juego.
El gerente general de los Sabres, Imlach, le había regalado a Horton el Pantera como incentivo para que regresara al equipo por una temporada más.
En su viaje a Buffalo, Horton se detuvo en su oficina en Oakville, y allí lo recibió Ron Joyce. Mientras estaba allí, Horton llamó por teléfono a su hermano Gerry, quien reconoció que Tim había estado bebiendo y trató de persuadirlo de que no siguiera conduciendo. Joyce también ofreció que Horton se quedara con él. Horton decidió continuar su viaje hacia Buffalo.
Después de las 4:00 a. m. EST (9:00 a. m. UTC), una mujer informó a la Policía Provincial de Ontario en Burlington que había observado un automóvil que circulaba a alta velocidad por Queen Elizabeth Way. Se transmitió una advertencia por la radio policial. Treinta minutos después, el oficial Mike Gula observó un vehículo que circulaba a gran velocidad en dirección a Niágara por Queen Elizabeth Way en Vineland. Gula activó su sirena e intentó perseguir el vehículo de Horton, pero lo perdió de vista.
Horton pasó una curva en la carretera en Ontario Street y se acercaba a la salida de Lake Street en St. Catharines cuando perdió el control y se dirigió hacia el medio de césped central, donde su neumático atrapó una alcantarilla hundida que hizo que el auto volcara varias veces antes de detenerse sobre su techo en los carriles en dirección a Toronto. Horton no llevaba cinturón de seguridad, fue encontrado 123 pies (37,5 m) desde el coche. Fue declarado muerto en el Hospital General St. Catharines.

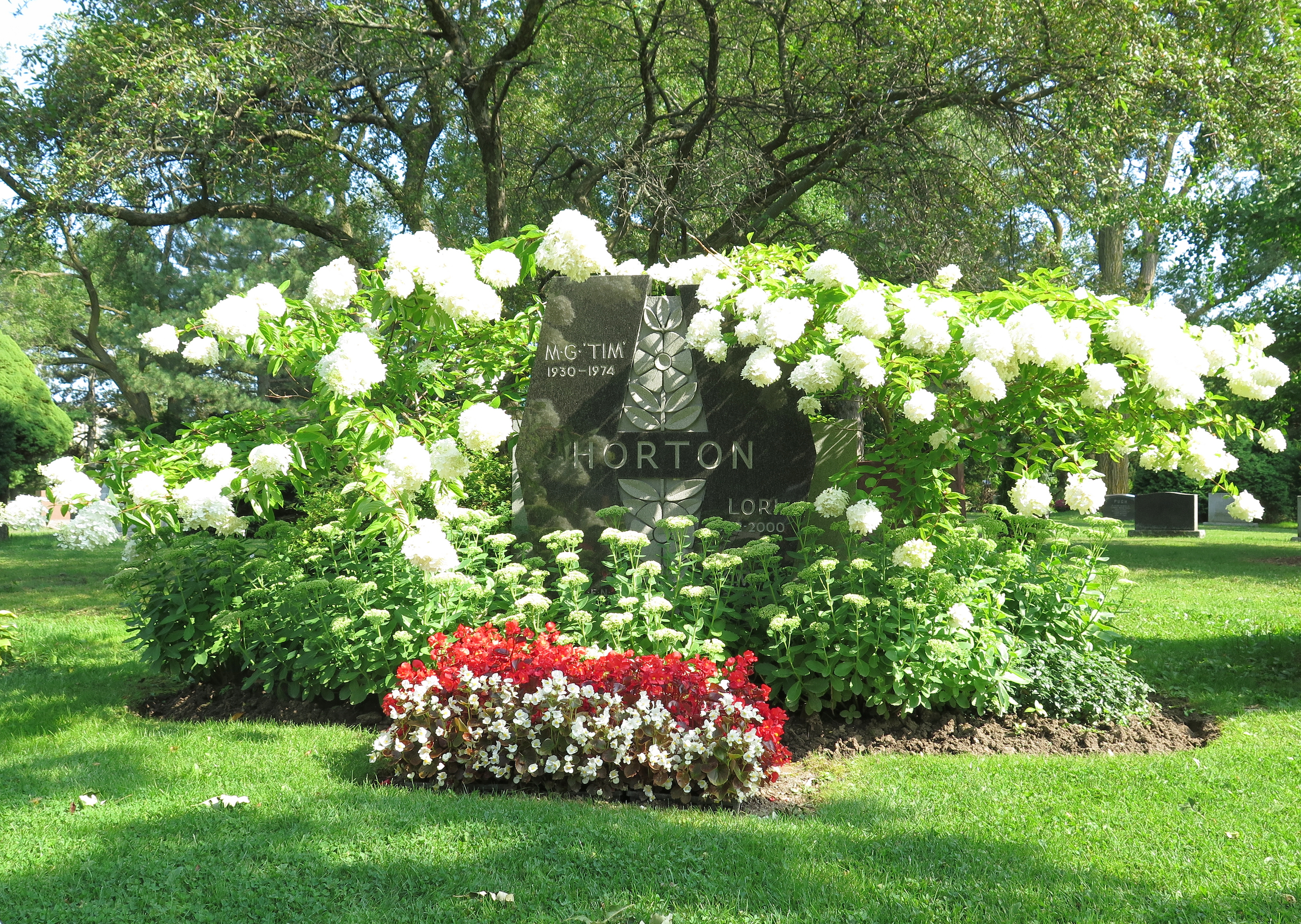
Tumbas de Tim y Lori Horton en el cementerio de York, Toronto

Después de la muerte de Horton, no hubo ninguna investigación pública oficial y su autopsia no se hizo pública. La policía no señaló si Horton estaba ebrio. En 2005, la autopsia de Horton se hizo pública (con las declaraciones de los testigos redactadas) y reveló que el  nivel de alcohol en sangre de Horton era el doble del límite legal y que entre los restos del accidente había una botella de vodka medio llena. Horton también estaba en posesión de las drogas Dexedrine, un estimulante, y Dexamyl, un estimulante-sedante; se encontraron rastros de amobarbital, un ingrediente de Dexamyl, en su sangre. El informe de la autopsia no encontró analgésicos en el cuerpo de Horton y también concluyó que su vehículo funcionaba correctamente. No había nada que sugiriera que Horton estaba evadiendo a la policía, o que la policía estaba lo suficientemente cerca como para iniciar una persecución criminal. Horton fue enterrado en el cementerio de York, Toronto. 
Tras la muerte de Horton, Ron Joyce le ofreció a la viuda de Horton, Lori, un millón de dólares por sus acciones en la cadena, que incluía 40 tiendas. Ella aceptó su oferta y Joyce se convirtió en el único propietario. Años después, Lori quedó insatisfecha con la oferta de Joyce y presentó una demanda contra él. En 1993, Lori perdió la demanda; una apelación fue rechazada en 1995. Murió en el año 2000 a la edad de 68 años.

## Vida personal
Horton se casó en 1952, a Horton le sobreviven su esposa, Lori Michalek de Pittsburgh, y cuatro hijas. Horton era un masón perteneciente a la Logia Kroy No. 676 en Thornhill, Ontario.

## Premios y reconocimientos
- Nombrado para el primer equipo All-Star de la NHL en 1964, 1968 y 1969
- Nombrado para el segundo equipo All-Star de la NHL en 1954, 1963 y 1967
- 1961–62 – Campeón de la Copa Stanley
- 1962–63 – Campeón de la Copa Stanley
- 1963–64 – Campeón de la Copa Stanley
- 1966–67 – Campeón de la Copa Stanley
- 1977 – Ingresó (póstumamente) en el Salón de la Fama del Hockey.
- 1982 – Ingresó (póstumamente) en el Salón de la Fama de los Buffalo Sabres[32]
- 1996 – La camiseta número 2 fue retirada por los Buffalo Sabres
- 1998 – Ocupa el puesto número 43 en la lista de The Hockey News de los 100 mejores jugadores de hockey
- 2002: recibe la Orden del Deporte y es incluido en el Salón de la Fama del Deporte de Canadá[33]
- 2004 – Ocupa el puesto número 59 en la lista The Greatest Canadian de la Canadian Broadcasting Corporation
- 2015: recibió el premio Bruce Prentice Legacy Award del Salón de la Fama de los Deportes de Ontario[34]
- 2016 – La camiseta número 7 fue retirada por los Toronto Maple Leafs[35]
- En enero de 2017, Horton formó parte del primer grupo de jugadores en ser nombrado uno de los "100 mejores jugadores de la NHL en la historia" por la liga.[4]